# Program Status Word
En computación, el program status word (PSW) es un área de la memoria o registro que contiene información sobre el estado de un programa utilizado por el sistema operativo. Normalmente incluye un puntero (dirección) a la siguiente instrucción a ejecutarse. El PSW contiene un campo de error y un código de condición.
La longitud del PSW depende de la arquitectura. En general, el PSW es utilizado para controlar la ejecución secuencial de instrucciones e indicar el estado del sistema en relación con el programa en ejecución. Almacenando el PSW durante una interrupción, el estado de la CPU puede ser preservado para una posterior inspección. Cargando un nuevo PSW o una parte de un PSW, el estado de la CPU puede ser inicializado o modificado.